# Alluaudina bellyi
Espèce
Statut de conservation UICN

 LC  : Préoccupation mineure
Alluaudina bellyi est une espèce de serpents de la famille des Lamprophiidae. 

## Répartition
Cette espèce est endémique de Madagascar (Nosy Be comprise).

## Description
L'holotype de Alluaudina bellyi mesure 312 mm dont 73 mm pour la queue. Son dos est brun violacé, ses flancs présentent une série de taches plus foncées, rectangulaires, à bords plus ou moins nets. Sa face ventrale est blanc grisâtre avec des taches carrées de couleur noire.

## Étymologie
Cette espèce est nommée en l'honneur de Belly (Mocquard n'a pas précisé les prénoms) qui a collecté le premier spécimen avec Charles Alluaud.

## Publication originale
- Mocquard, 1894 : Reptiles nouveaux ou insuffisamment connus de Madagascar. Compte-Rendu Sommaire des Séances de la Société philomathique de Paris, sér. 8, vol. 6, no 17, p. 1-10 (texte intégral).